# 楊培 (道光進士)
楊培，字伯深，贵州贵阳人，清朝政治人物，進士出身。

## 生平
道光十三年（1833年）癸巳科進士，二甲七十四名，選翰林院庶吉士，散館授編修，官至四川布政使。